# Arthemis
Arthemis — итальянская хэви/пауер-метал группа. Образована в 1994 году в городе Верона. Единственный постоянный участник коллектива - гитарист и композитор Андреа Мартонгелли.

## История
Дебютный студийный альбом группы Church of the Holy Ghost был выпущен только через 5 лет с года основания коллектива - под конец тысячелетия, в декабре 1999 года. 
Весь материал к нему был написан одним из гитаристов Андреа Мартонгелли.
В 2001 году, Алессио Гаравелло присоединяется к британской группе Power Quest, параллельно продолжая играть в Arthemis.

## Дискография

### Студийные альбомы
- Church of the Holy Ghost (1999)
- The Damned Ship (2001)
- Golden Dawn (2003)
- Back from the Heat (2005)
- Black Society (2008)
- Heroes (2010)
- We Fight (2012)
- Blood-Fury-Domination(2017)

### Мини-альбомы
- Pop Up Your Ass (Vol. 1) (2010)

### Концертные альбомы
- Live from Hell (2014)

## Каверы от Arthemis
- Группа записала кавер-версию композиции United авторства известной британской группы Judas Priest для японского издания альбома We Fight (2013).

## Составы

### Текущие участники
- Андреа Мартонгелли — соло-гитара (1994-наши дни), вокал (1998-1999);
- Фабио Десси — вокал (2009-наши дни);
- Джорджио Терензиани — бас-гитара (2013-наши дни);
- Франческо Треска — ударные (2012-наши дни).

### Бывшие участники
- Маттео Гальбьер — бас-гитара (1994-2009);
- Маттео Баллоттари — соло-гитара (1998-2007);
- Алессио Гаравелло — ритм-гитара, вокал (1999-2009);
- Паоло Пераззани — ударные (2002-2009);
- Конрад Ронтани — ударные (2009-2011);
- Паоло Кариди — ударные (2011-2012)